# Coudures
Coudures ist eine französische Gemeinde mit 558 Einwohnern (Stand 1. Januar 2022) im Département Landes in der Region Nouvelle-Aquitaine (vor 2016: Aquitanien). Sie gehört zum Arrondissement Mont-de-Marsan und zum Kanton Chalosse Tursan.
Der Name in der gascognischen Sprache lautet Coduras. Er leitet sich vom lateinischen Wort culturas oder vom gascognischen Wort coduras ab und bedeutet „Ackerland“.
Die Einwohner werden Couduriens und Couduriennes genannt.

## Geographie
Coudures liegt 22 Kilometer südlich von Mont-de-Marsan in der Landschaft Chalosse der historischen Provinz Gascogne.
Umgeben wird Coudures von den Nachbargemeinden:
| Eyres-Moncube  | Sarraziet                                   |               |
| Sainte-Colombe | Kompassrose, die auf Nachbargemeinden zeigt | Vielle-Tursan |
| Serres-Gaston  | Aubagnan                                    |               |

Coudures liegt im Einzugsgebiet des Flusses Adour.
Der Gabas, ein Nebenfluss des Adour, durchquert das Gebiet der Gemeinde ebenso wie sein Nebenfluss, der Bas, und dessen Nebenfluss, der Ruisseau de l’Estéla, der in Coudures zu einem kleinen See gestaut wird.

## Geschichte

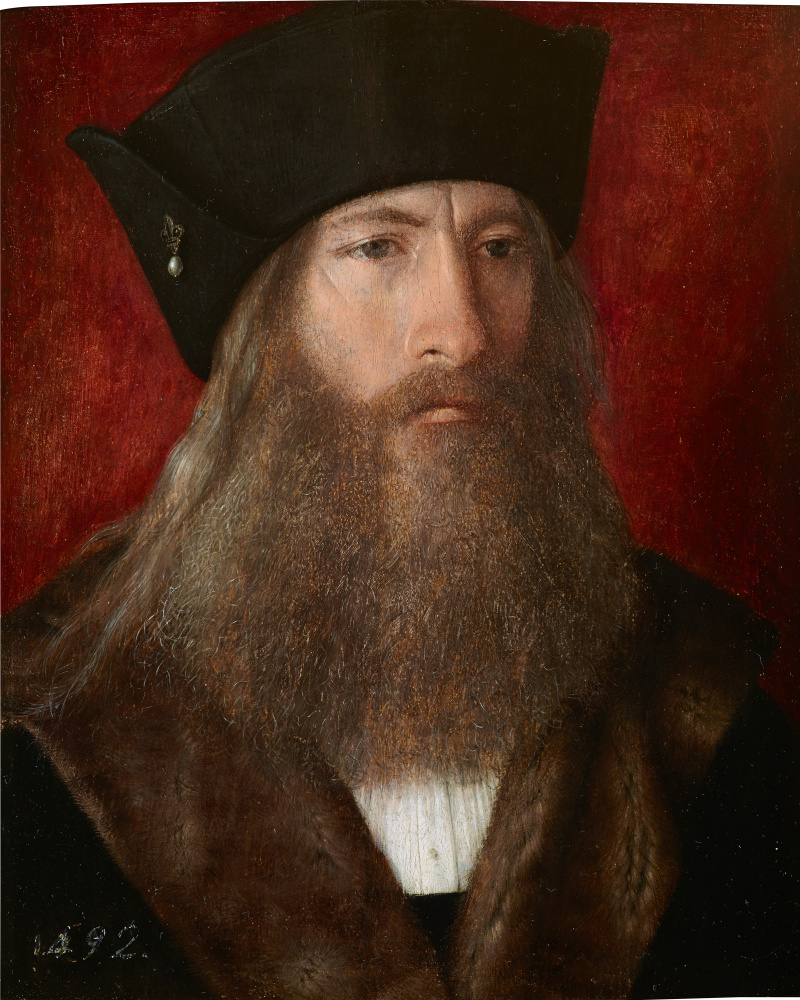
Odex de Foix-Lautrec

Coudures wurde 1305 vom Grundherrn von Lescun auf dem Besitztum des englischen Königs Eduard II. als Bastide ohne seine Erlaubnis gegründet. 1440 wurde das Dorf dem Baronat von Hagetmau der Familie Lescun-Andouins unterstellt. Im gleichen Jahr wurde Charles II. d’Albret vom französischen König dazu gedrängt, das Dorf in Brand zu stecken, zu verwüsten und die Bewohner verhungern zu lassen. Der englische König rettete die Menschen, indem er 100 Säcke Weizen und 100 Säcke Mehr aus Riscle im heutigen Département Gers schicken ließ. Im 16. Jahrhundert war der angesehene Marschall von Frankreich, Odex de Foix-Lautrec, Grundherr von Coudures. Der französische König Ludwig XII. vertraute ihm den Schutz des Dauphins, dem späteren König Franz I. an. Aber er gewann sein Renommee vor allem auf den Schlachtfeldern und durch seinen Kampf gegen die spanische Invasion im Jahre 1523. Während der Renaissance erfuhr Coudures eine wirtschaftliche Entwicklung durch den Weinbau. Um die Weinberge zu schützen, wurde 1649 den Bewohnern die Haltung von Ziegen untersagt. Eine weitere große Rolle in der Wirtschaft des Dorfes spielte der Eichenwald, dessen Eicheln zur Schweinemast verwendet wurden. 1567 wurde eine Markthalle für den zweiwöchentlichen Markt errichtet, der auch für die Schule und für Versammlungen genutzt wurde. Im 17. Jahrhundert wurde die Gerste knapp, ab 1700 trug der Anbau von Mais dann zur Versorgung bei. 1771 bis 1772 wurde die heutige Route départementale 944, die ehemalige Route nationale 644 von Coudures nach Aubagnan mit hohem finanziellen Aufwand gebaut. Eine Produktion von Sandsteinblöcken diente zur Pflasterung der Straßen in Coudures und der neuen Landstraße und markiert einen Schritt in Richtung Handwerksbetrieb. Die Ansamung von Kiefern ergab zusätzliche Einnahmequellen (Holz und Harz). Außerdem wurden in Coudures Wachskerzen hergestellt. Mit der Französischen Revolution wurde die heutige Gemeinde mit der Aufnahme des Viertels Ancos zwischen den Flüssen Bas und Ruisseau de l’Estéla sowie des Viertels Cantiran nördlich des Bas zusammengestellt.

### Einwohnerentwicklung
Nach Beginn der Aufzeichnungen stieg die Einwohnerzahl bis zur Mitte des 19. Jahrhunderts auf Höchststände von rund 980 Einwohnern. In der Folge sank die Größe der Gemeinde bei kurzen Erholungsphasen bis zur Jahrtausendwende auf rund 385 Einwohner, bevor eine Wachstumsphase einsetzte, die in jüngster Zeit wieder rückläufig zu sein scheint.
| Jahr      | 1962 | 1968 | 1975 | 1982 | 1990 | 1999 | 2006 | 2010 | 2022 |
| --------- | ---- | ---- | ---- | ---- | ---- | ---- | ---- | ---- | ---- |
| Einwohner | 502  | 449  | 406  | 420  | 402  | 384  | 397  | 476  | 558  |

## Sehenswürdigkeiten

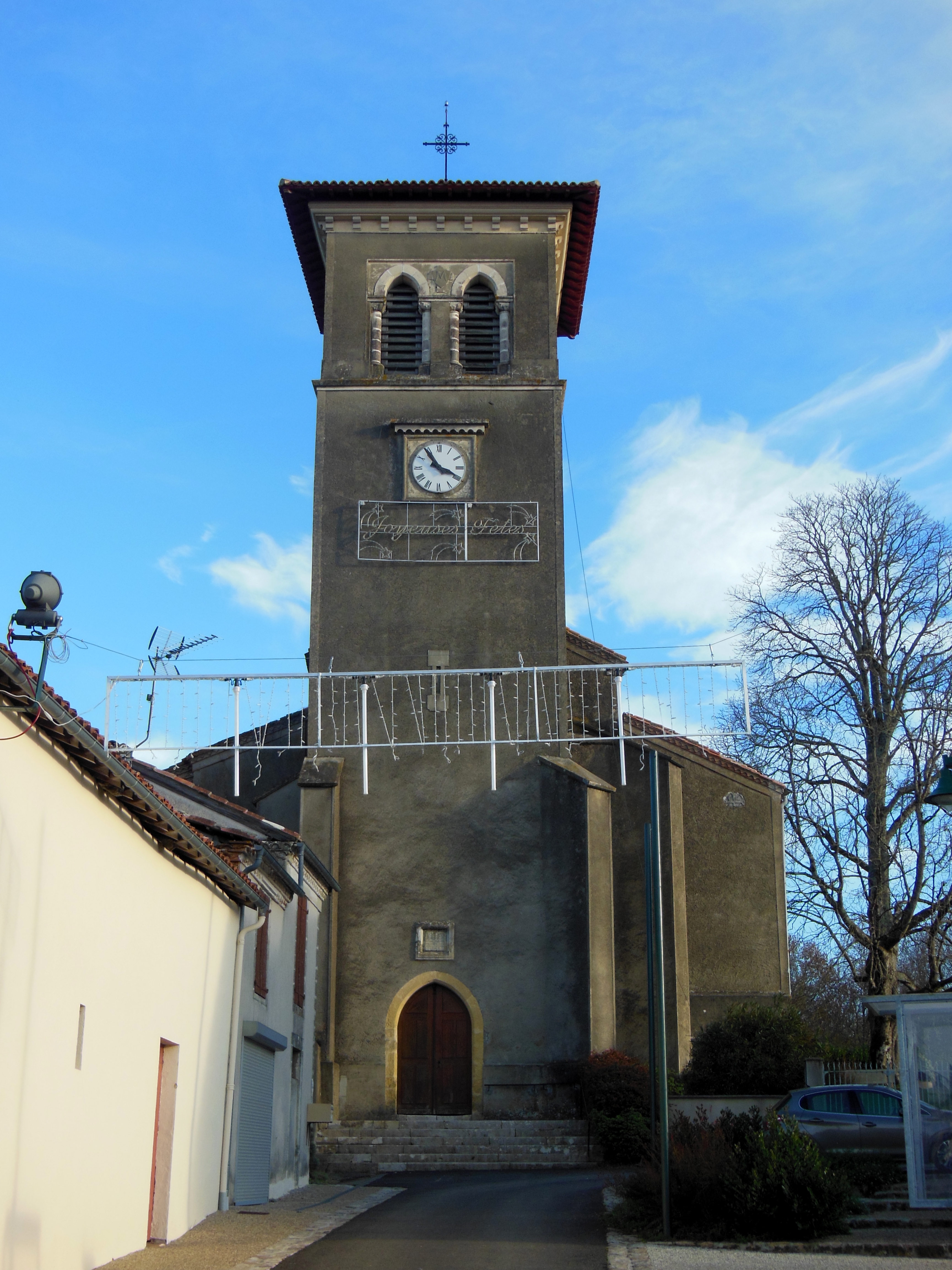
Pfarrkirche Saint-Martin

- Pfarrkirche, geweiht Martin von Tours. Zwischen 1890 und 1897 ließ Pfarrer Foy die gotische Kirche radikal umbauen. Er ließ drei Altäre aus Marmor und das Weihwasserbecken aufstellen, die Glasfenster nach den Zeichnungen von Eugène Viollet-le-Duc einsetzen und die Seitenkapelle errichten. Die flache Decke im Kircheninneren wurde durch das heutige Kreuzrippengewölbe ersetzt, nachdem die Wände des Hauptschiffs aufgestockt worden waren. Das Gebäude besitzt nun ein Langhaus mit drei Kirchenschiffen, das von einer halbrunden Apsis mit zwei Seitenkapellen verlängert wird. Drei rundbogenförmige Fenster lassen das Licht in den Chor fallen. Im Westen ragt der viereckige Glockenturm aus der Fassade empor mit einem Zeltdach und rundbogenförmigen Schallöffnungen. Abgeschrägte Strebepfeiler umlaufen das Gebäude. Die letzte Restaurierung der Kirche erfolgte im Jahre 1993.[8][9]

- Arena von Coudures. Sie wurde 1947 zur Austragung von Courses Landaises errichtet, traditionelle, unblutige Spiele mit wilden Stieren. Die Logen befinden sich auf einer der kurzen Seiten. Sitzreihen umlaufen die gesamte Arena und oberhalb der Logen. Die Arena trägt den Namen „Jean Chicoy“, den Spitznamen von Bernard Lalanne (1824–1889), einem in Coudures gebürtigen Stierkämpfer.[10]

## Wirtschaft und Infrastruktur
Landwirtschaft, Handel und Dienstleistungen sind die wichtigsten Wirtschaftsfaktoren der Gemeinde Der Tourismus wird unterstützt durch das Angebot von mehreren Ferienwohnungen.
Coudures liegt in der Zone AOC des Weinbaugebiets Tursan.

### Bildung
Die Gemeinde verfügt über eine öffentliche Grundschule mit 47 Schülerinnen und Schülern im Schuljahr 2017/2018.

### Sport und Freizeit
- Ein mittlerer Rundweg mit einer Länge von 8,5 km führt ohne Höhenunterschied durch die Täler der Flüsse Bas und Ruisseau de l’Estéla.[15]

- Der Stausee von Coudures lädt zum Spaziergang und zum Angeln ein. Fischarten vor Ort sind Hecht, Zander, Barsch, Karpfen, Rotauge, Ukelei, Gründling, Brachse, Barbe und Wels.[16]

### Verkehr
Coudures wird durchquert von den Routes départementales 52 und 944, der ehemaligen Route nationale 644.

## Persönlichkeiten
- Bernard d’Audigeos (1634–1677), geboren in Coudures, war Anführer einer Revolte gegen die Gabelle, eine Salzsteuer. Mehrere Mitglieder seiner Familie haben in der Pfarrkirche von Coudures ihre letzte Ruhestätte.[5]

- Bernard Lalanne (1824–1889), besser bekannt unter seinem Spitznamen Jean Chicoy, geboren in Coudures, war Stierkämpfer auch in Spanien. Der Spitzname spielt auf seine Körpergröße von 1,54 m an, denn das gascognische Wort cicòy bedeutet „sehr klein“.[5]